# Белоглазовский район
Белоглазовский район — административно-территориальная единица в составе Алтайской губернии, Сибирского, Западно-Сибирского и Алтайского краёв, существовавшая в 1924—1931 и 1935—1963 годах. Центр — село Белоглазово.
Белоглазовский район был образован 27 мая 1924 года в составе Рубцовского уезда Алтайской губернии. Территория района была сформирована из бывших Чарышской, Митрофановской и большей части Воробьёвской волостей, а также одного населённого пункта Калмыцко-Мысовской волости.
В декабре 1925 года Белоглазовский район был отнесён к Рубцовскому округу Сибирского края. В июле 1930 года район отошёл к Западно-Сибирскому краю.
20 февраля 1931 года Белоглазовский район был упразднён. Вновь восстановлен в составе Западно-Сибирского края 18 января 1935 года.
С 28 сентября 1937 года район входил в состав Алтайского края.
По данным 1940 года Белоглазовский район делился на 12 сельсоветов: Белоглазовский, Бестужевский, Воробьевский, Ельцовский, Комарихинский, Кособоковский, Кузнечихинский, Озерский, Самсоновский, Тугозвоновский, Чупинский и Эстонский.
1 февраля 1963 года Белоглазовский район был упразднён, а его территория передана в Шипуновский район.